# Lijst van provinciale bestuurders van GroenLinks
Dit is een lijst van provinciale bestuurders van GroenLinks. Het betreft commissarissen van de Koningin en leden van Gedeputeerde Staten in een Nederlandse provincie, terwijl ze ook GroenLinks-lid waren.
| Politicus              | Provincie     | Functie                     | Portefeuille | Periode                        | Voetnoten                                                         |
| ---------------------- | ------------- | --------------------------- | --- | ------------------------------ | ----------------------------------------------------------------- |
| Harry Borghouts        | Noord-Holland | Commissaris van de Koningin | | 2002 - 2009                    |                                                                   |
| Albert Moens           | Noord-Holland | Gedeputeerde                | milieu, natuur, onderwijs en regionale media | 2003 - 2008                    |                                                                   |
| Bart Heller            | Noord-Holland | Gedeputeerde                | milieu, natuur, onderwijs en regionale media | 2008 - 2011                    |                                                                   |
| Zita Pels              | Noord-Holland | Gedeputeerde                | Financiën, Circulaire economie, Mobiliteit, Noordzeekanaalgebied (NZKG) en zeehavens, Cultuur, Sport, Personeel en organisatie en Inkoop | 2019 - 2022                    | Op 1 juni 2022 werd zij beëdigd als wethouder in Amsterdam.       |
| Edward Stigter         | Noord-Holland | Gedeputeerde                | Klimaat en energie, Leefbaarheid, gezondheid en milieu, IPO-bestuur, Subsidies en ICT en Data | 2019 - 2023                    |                                                                   |
| Rosan Kocken           | Noord-Holland | Gedeputeerde                | klimaat en energie, natuur en landschap, water en bodem en klimaatadaptatie. | 2023 - heden                   |                                                                   |
| Wiebe van der Ploeg    | Groningen     | Gedeputeerde                | natuur, landschap en vitaal platteland, landbouw, visserij en dierenwelzijn, Blauwe Stad, Waddenfonds | april 2011 - 2013              |                                                                   |
| Nienke Homan           | Groningen     | Gedeputeerde                | energie, energietransitie, milieu, facilitaire zaken, personeel en ICT | 2015 - 1 december 2021         |                                                                   |
| Mariëtte Pennarts-Pouw | Utrecht       | Gedeputeerde                | jeugdzorg, cultuurhistorisch erfgoed, bibliotheken, cultuureducatie en festivals, bestuurlijke organisatie, communicatie en strategie, transitie welzijn en sport                                                                                             | april 2011 - 2019              |                                                                   |
| Huib van Essen         | Utrecht       | Gedeputeerde                | Ruimtelijke Ontwikkeling, Coördinatie omgevingsbeleid, Energietransitie, Milieu en Bestuur. | 2019 - heden                   |                                                                   |
| Marcel Vissers         | Zuid-Holland  | Gedeputeerde                | ruimtelijke ordening, volkshuisvesting en stedelijke vernieuwing en media en cultuur | 1999 - 2003                    |                                                                   |
| Berend Potjer          | Zuid-Holland  | Gedeputeerde                | Energie, Natuur, Omgevingswet, IPO-bestuur, Gebiedsgedeputeerde Kust en Duinen ZH-PLG | 2019 - heden                   |                                                                   |
| Anne Koning            | Zuid-Holland  | Gedeputeerde                | Wonen, Ruimtelijke ordening, Recreatie, Toerisme en Sport, Zuidelijke Randstad (NOVEX) | 2019 - heden                   |                                                                   |
| Marten Wiersma         | Zeeland       | Gedeputeerde                | economische zaken, het midden- en kleinbedrijf, energie- en klimaatbeleid | 2007 - april 2011              |                                                                   |
| Hans Kuipers           | Drenthe       | Gedeputeerde                | Water (inclusief klimaatadaptatie en -mitigatie), Sociale agenda en vitaal platteland, Wonen, Waterschappen, Regio Groningen-Assen, Zorg en welzijn, Vergunningen, Communicatie, Regionale Uitvoeringsdienst Drenthe (eigenaarsrol), Prolander (eigenaarsrol) | 2019 - juli 2023               | Is sinds november 2023 wethouder in Tynaarlo.                     |
| Cora Smelik            | Flevoland     | Gedeputeerde                | Duurzaamheid, Milieu, Omgevingsvisie (algemeen), Bestuurlijke vernieuwing, Inkoop en aanbesteding en Bestuurlijk adviescommissie milieu, toezicht en handhaving                                                                                               | 2019- 9 november 2022          | Vetrok om toe te treden tot de Raad van Bestuur van het Kadaster. |
| Gebke van Gaal         | Flevoland     | Gedeputeerde                | Duurzaamheid, Milieu, Omgevingsvisie (algemeen), Bestuurlijke vernieuwing, Inkoop en aanbesteding en Bestuurlijk adviescommissie milieu, toezicht en handhaving                                                                                               | 9 november 2022 - 29 juni 2023 | Is sinds september 2023 wethouder in Leiderdorp.                  |
| Jan van der Meer       | Gelderland    | Gedeputeerde                | Energietransitie, Klimaat, Milieu & Gezondheid, Openbaar vervoer | 2019 - 2023                    |                                                                   |
| Rik Grashoff           | Noord-Brabant | Gedeputeerde                | Duurzaamheid, Milieu, Omgevingsvisie (algemeen), Bestuurlijke vernieuwing, Inkoop en aanbesteding en Bestuurlijk adviescommissie milieu, toezicht en handhaving                                                                                               | 2019 - mei 2020                |                                                                   |
| Hagar Roijackers       | Noord-Brabant | Gedeputeerde                | Natuur, Milieu en Aanpak Landelijk Gebied | 2021 - heden                   | Is sinds juli 2021 gedeputeerde in de Provincie Noord-Brabant     |
| Geert Gabriëls         | Limburg       | Gedeputeerde                | natuur, biodiversiteit en soortenbeleid, milieu, stikstof, bodem, landschap, erfgoed, archeologie en monumenten | juli 2021 - 22 juni 2023       | Is sinds 6 december 2023 lid van de Tweede Kamer.                 |
| Martijn Dadema         | Overijssel    | Gedeputeerde                | Water, Mobiliteit, Inclusiviteit en Handhaving | 12 juli 2023 - heden           |                                                                   |
| Karin Dekker           | Groningen     | Gedeputeerde                | Financiën, Toezicht gemeentefinanciën, Milieu, Klimaatadaptatie, Water, Ondergrond, Gebiedsgedeputeerde Zuid-Oost | 20 maart 2025 - heden          |                                                                   |

## Overig
In 2020 trad Carla Brugman-Rustenburg zonder overleg met de partij toe tot een extra-parlementair college in Limburg als gedeputeerde, waaraan ook de PVV en FVD deelnamen. Om die reden werd ze door de partij geroyeerd en is dus niet opgenomen in bovenstaande tabel. Dit extra-parlementair college viel op 9 april 2021, waarna een nieuw extra-parlementair college met steun van GroenLinks werd ingesteld, waartoe Geert Gabriëls toetrad op de plek van Carla Brugman.